# Borki (powiat Radzyński)
Borki is een dorp in het Poolse woiwodschap Lublin, in het district Radzyński. De plaats maakt deel uit van de gemeente Borki.